# Gunnern
Gunnern är en sjö i Arvika kommun i Värmland och ingår i Göta älvs huvudavrinningsområde. Sjön är 19 meter djup, har en yta på 4,62 kvadratkilometer och befinner sig 92,1 meter över havet. Sjön avvattnas av vattendraget Vaggeälven (Kivilampälven). Gunnern ligger i Gunnarskogs socken och avrinner över Glafsfjorden och Byälven till Vänern. Vid dess norra strand ligger Gunnarskogs kyrka.

## Delavrinningsområde
Gunnern ingår i delavrinningsområde (663271-132032) som SMHI kallar för Rinner till Gunnern-Västra. Medelhöjden är 92 meter över havet och ytan är 4,62 kvadratkilometer. Räknas de 5 avrinningsområdena uppströms in blir den ackumulerade arean 85,75 kvadratkilometer. Gårdsåsälven som avvattnar avrinningsområdet har biflödesordning 4, vilket innebär att vattnet flödar genom totalt 4 vattendrag innan det når havet efter 292 kilometer. Avrinningsområdet består mestadels av skog (57 procent). Avrinningsområdet har 7,98 kvadratkilometer vattenytor vilket ger det en sjöprocent på 19,2 procent. Bebyggelsen i området täcker en yta av 0,34 kvadratkilometer eller 1 procent av avrinningsområdet.